# Chaîne de la Trévaresse
La Trévaresse est une chaîne de collines dans les Bouches-du-Rhône, longue de 15 kilomètres entre Lambesc et Venelles. D'une altitude moyenne d'environ 350 à 400 m d'altitude, son point culminant est de 502 m à cheval sur les communes de Rognes et Aix-en-Provence.
Des affluents de la Touloubre, qui parcourt le pied de son versant méridional, y prennent leur source.

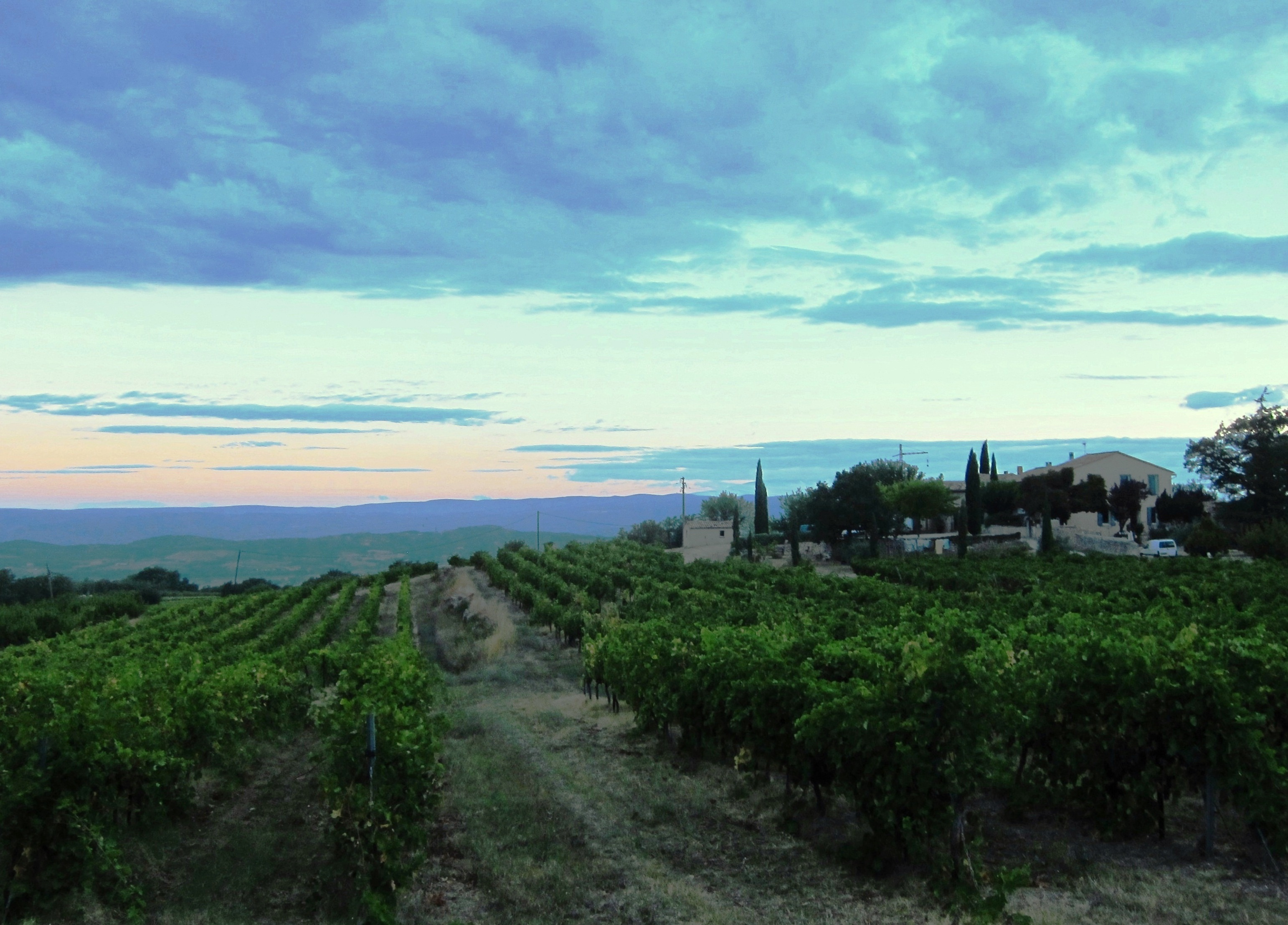
Paysage du massif de la Trévaresse à Rognes.
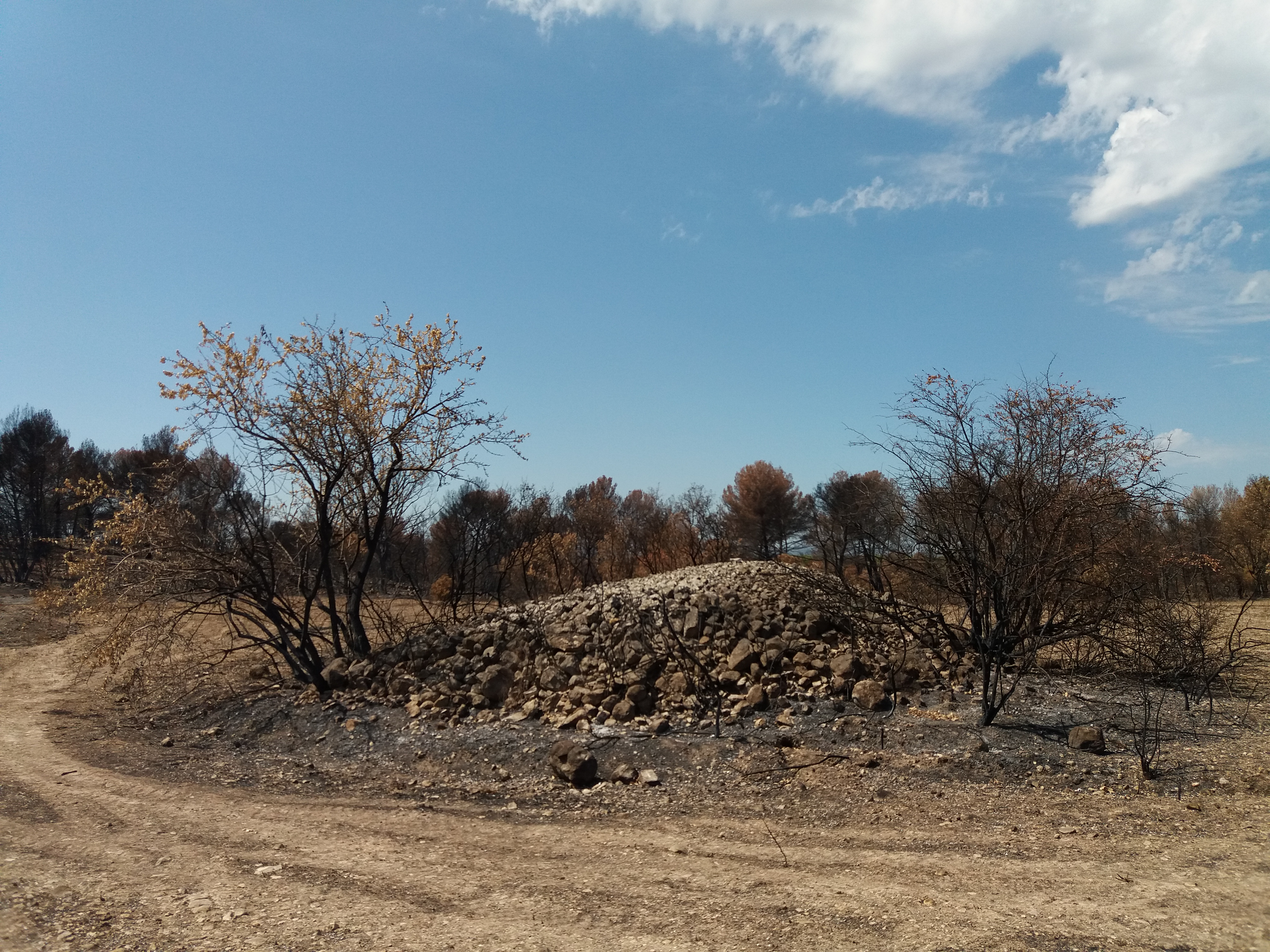
Les incendies sont réguliers dans le massif, ici à Saint-Cannat (été 2017).
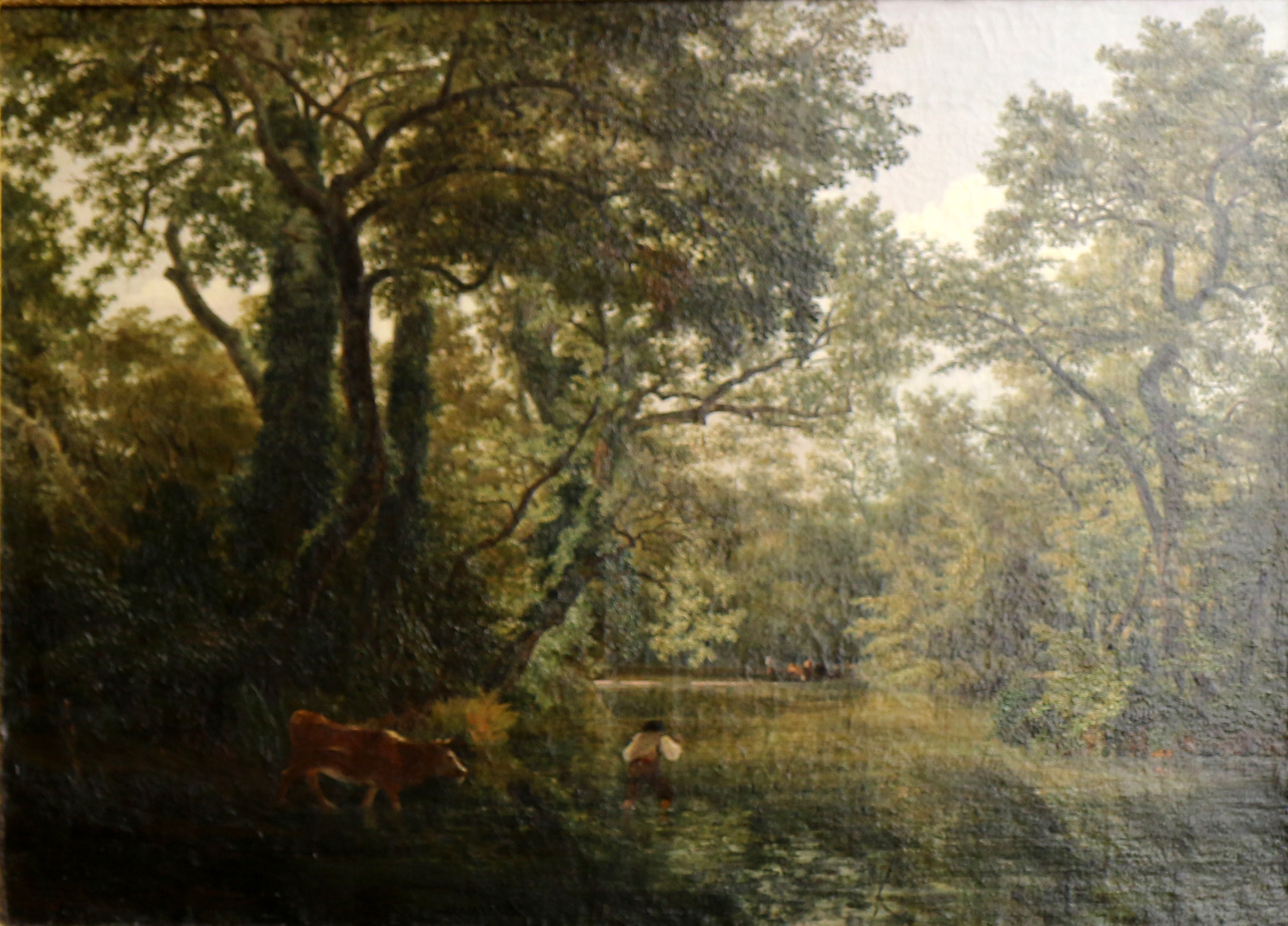
Gustave de Beaulieu, Vue de l'ancien étang de Beaulieu dans le massif de la Trévaresse (1858), huile sur toile, conservée au Musée Granet à Aix.